# 華盛頓鎮區 (堪薩斯州克勞福德縣)
華盛頓鎮區（英語：Washington Township）為位在美國堪薩斯州克勞福德縣的鎮區。2010年美国人口普查中該鎮區人口有3,501人。

## 地理
華盛頓鎮區涵蓋面積155.92平方（60.20平方英里），境內設有一座城市：阿馬。

### 墓園
根據美國地質調查局的資料，此鎮區擁有5座墓園：
- 回憶花園墓園（Garden of Memories Cemetery）
- 隆斯塔墓園（Lone Star Cemetery）
- 羅斯班克墓園（Rosebank Cemetery）
- 斯邁利墓園（Smilie Cemetery）
- 尤寧森特墓園（Union Center Cemetery）

### 機場
- Galichia機場
- Youvan機場

## 人口統計
根據2010年美國人口普查，華盛頓鎮區人口有3,501人，人口密度為22.72人/每平方公里。此鎮區居民之種族有96.4%為白人；0.51%為非裔美洲人；1.14%為美洲原住民；0.11%為亞洲人；0%為太平洋島民；0.51%為其他種族；另外有1.31%為混血種族。而西班牙裔或拉丁裔美洲人佔此鎮區人口的1.94%。

## 外部連結
- US-Counties.com
- City-Data.com （页面存档备份，存于）